# 11267 Donaldkessler
11267 Donaldkessler este o planetă minoră (asteroid), cu un diametru de 11,087 km, din centura de asteroizi. A fost descoperită pe 24 octombrie 1981 la Observatorul Palomar de Schelte J. Bus și a fost numită după Donald J. Kessler⁠(d). 
Obiectul prezintă o orbită caracterizată de o semiaxă mare de 2,7844897 UAi, o excentricitate de 0,08, o înclinație de 3,91873 ° în raport cu ecliptica.